# Volum de fusta

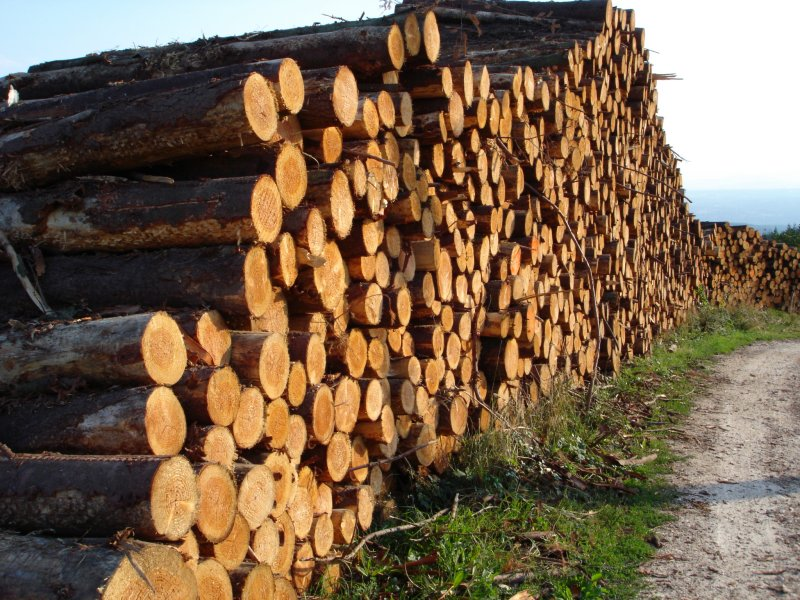
Registres d'apilament

El volum de fusta és el procés d'avaluar el volum de fusta (fins i tot a peu, o més generalment a terra després del tall, se'n diu també quadrats). En l'àmbit de la silvicultura, s'utilitza per avaluar el "volum de comerç" o "duramen volum"fusta utilitzable. L'estimació no té en compte a l'hora de l'escorça o l'albeca. S'utilitza per calcular el valor de la fusta, és lleugerament perfilada longitudinalment (rolls, troncs, etc.) o que té forma just després del tall o en l'emmagatzematge de la fusta (quarts, encenalls, etc .).

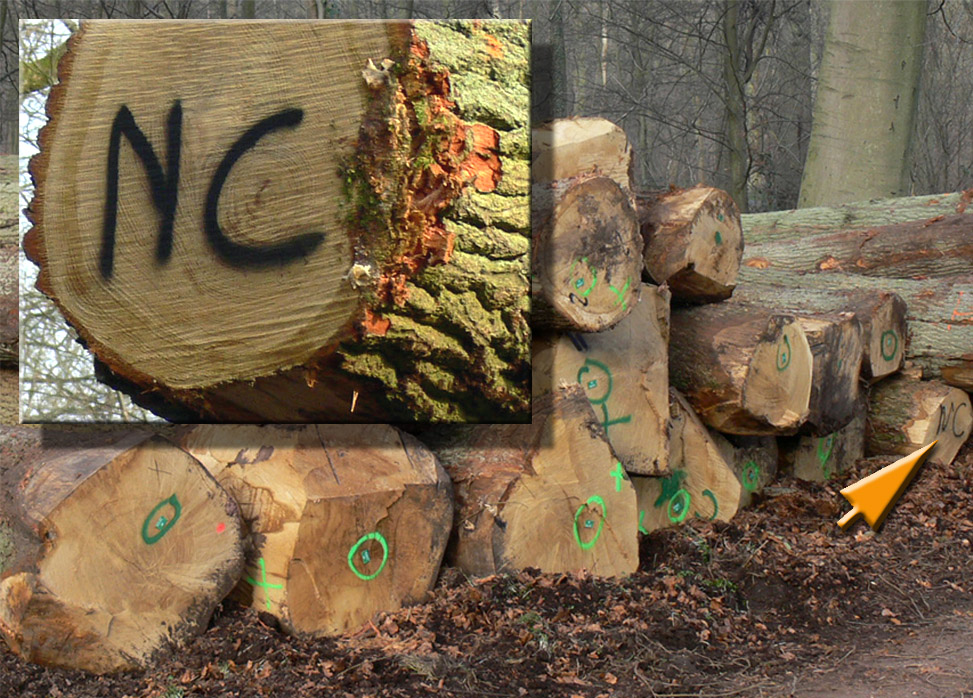
La inicial NC significa « no en cubs »

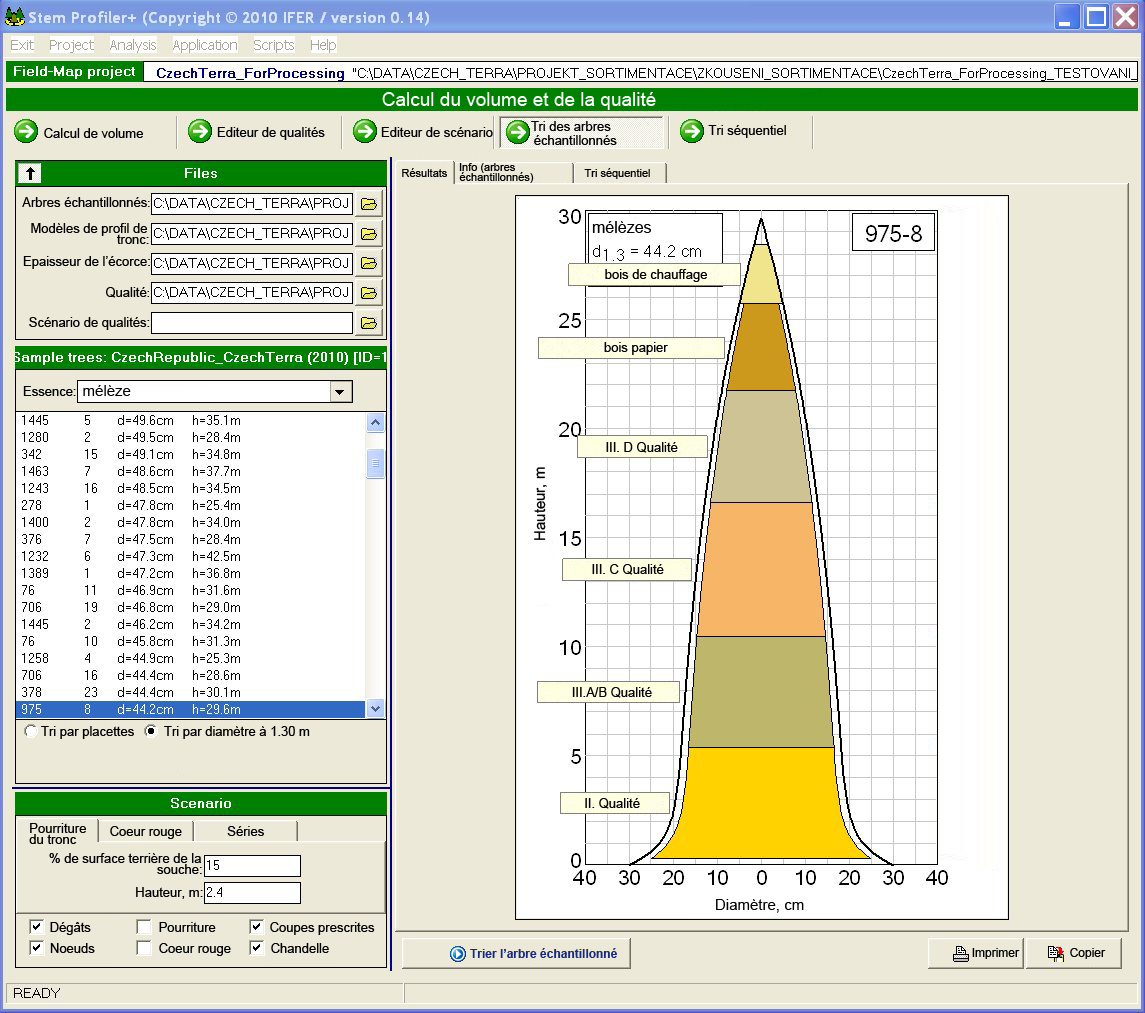
El mòdul Field-Map Analyst Stem s'utilitza per estimar el volum de fusta en funció de la qualitat dels arbres en peu, suports i fins i tot masses forestals.

L'operació es facilita quan els troncs de dalt o al cub de rolls de terra són rodons i rectes. És més complex per les fustes tortes i irregulars o foradats. Seguidament es procedeix a aproximacions que poden variar considerablement en funció del mètode utilitzat o Cubicador.

## Mètodes i materials
El volum de fusta tallada:
- Mesuraments de diàmetre amb el compàs forestal
- La immersió de la fusta

Per obtenir mesures precises i necessàries en alguns protocols, per exemple requereixen experimentació del volum de la corona, el petit bosc queda en el seu lloc, o la fusta morta, és possible submergir la peça de fusta, obligant-la a fluir en una piscina d'aigua i per deduir el volum de la fusta sòlida mesurant l'augment induït de nivell d'aigua. Altres mètodes d'avaluació aproximada són objecte d'estudi o desenvolupament. Aquest és un dels indicadors de la biodiversitat que es poden tenir en compte per les etiquetes ecològiques forestals o per alguns estudis sobre la biodiversitat forestal.
Nota : la densitat i el contingut d'humitat de la fusta pot tenir un impacte significatiu sobre el resultat del volum. No es té en compte en aquest documents, en el qual informa l'estat de la natura a influir en el volum o els resultats.
Volum de fusta:
- Mesures dendromètriques Perfil d'un tronc: mesuraments precisos amb dispositius electrònics que s'utilitzen per obtenir el volum exacte (i preu) del tronc. (En aquest cas, els mesuraments efectuats amb la tecnologia Field-Map)

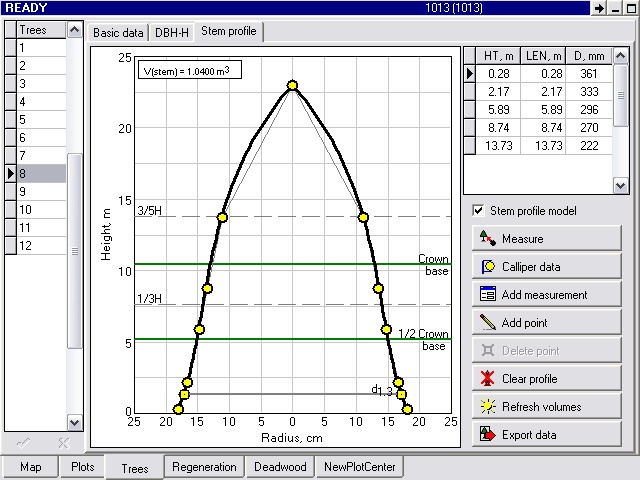
Perfil d'un tronc: mesuraments precisos amb dispositius electrònics que s'utilitzen per obtenir el volum exacte (i preu) del tronc. (En aquest cas, els mesuraments efectuats amb la tecnologia Field-Map)

Per obtenir mesuraments precisos de volum de fusta en peu, es pot utilitzar la tecnologia Field-Map. El visor òptic s'utilitza per calcular el diàmetre de distància i el programari calcula el volum exacte del tronc. Fins i tot és possible "tallar" el tronc en funció de la qualitat i l'estimació de cada subvolum (qualitat i preu) del tronc. Es tracta d'un mètode de '6-punts' - es necessiten 6 mesuraments del diàmetre per modelar el perfil del tronc. Perfil es modela i el volum es calcula directament a terra.

## Unitats i expressió dels resultats
El resultat es dona generalment:
- en metres cúbics per fusta treballada,
- en metres cúbics per llenya o filera i algunes fustes destinades a la indústria,
- en tones (pesat sobre camió o emmagatzematge de fusta) per a la indústria de la fusta (indústria del paper/cel·lulosa) o per la indústria de la llenya